# Claude Gillot

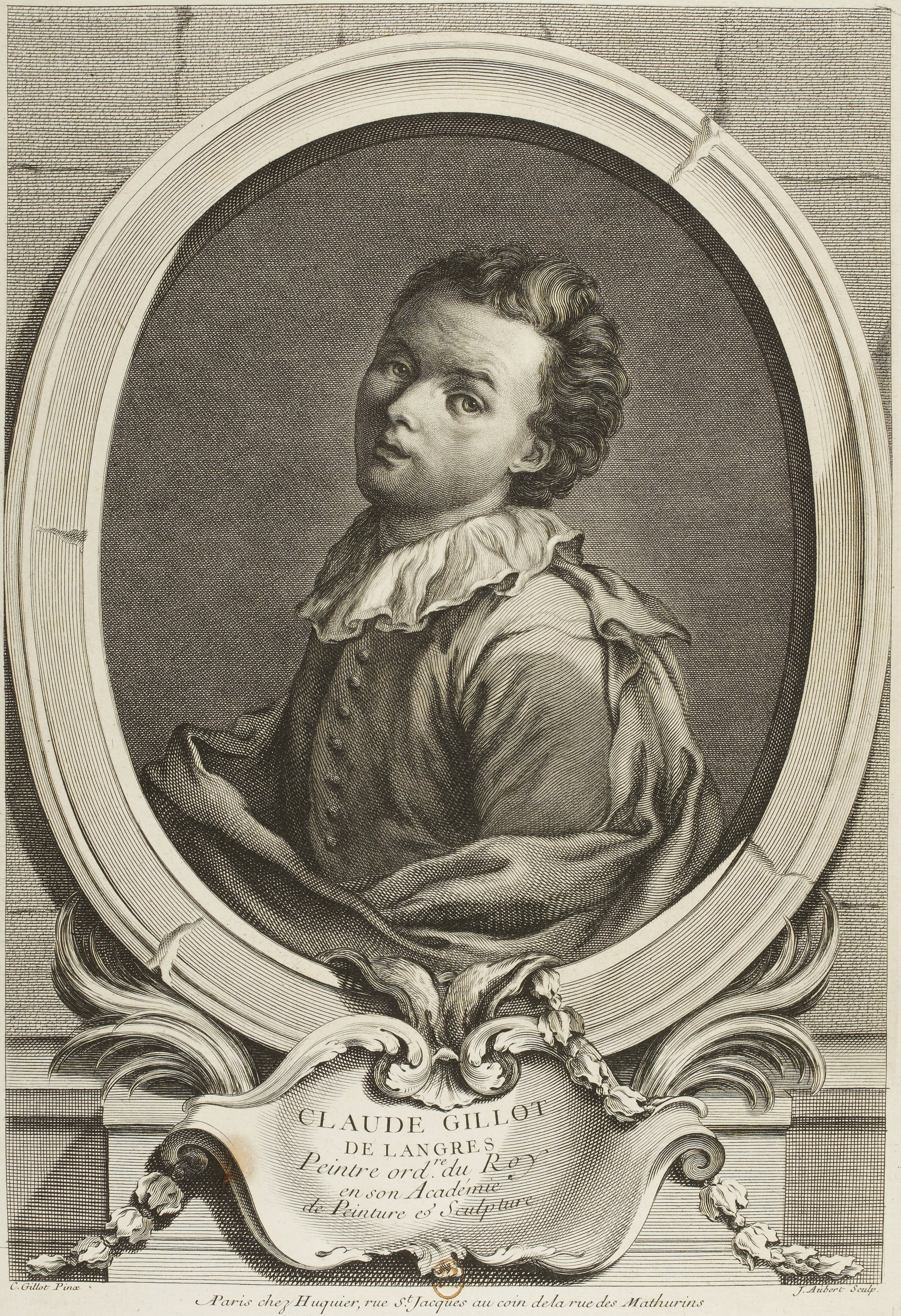
Claude Gillot, Stich von Jean Aubert nach Antoine Watteau

Claude Gillot (* 28. April 1673 in Langres; † 4. Mai 1722 in Paris) war ein französischer Maler.

## Leben
Claude Gillot wurde 1673 in Langres als Sohn eines Raumausstatters geboren. Seine Ausbildung in Paris absolvierte er bei einem Historienmaler. Nach dessen Tod betätigte er sich zunächst als freier Dekorationsmaler. Er bemalte Wandschirme, entwarf Bühnenkulissen und Kostüme, verzierte Waffen und Cembalodeckel. Zwischendurch fertigte er satirische Kupferstiche auf den aktuellen Finanzskandal. Die Aufnahme in die Akademie gelang ihm mit einer Kreuzigungsszene. Er figurierte als „Peintre des sujets modernes“. Claude Gillot wurde durch sein Werk und seinen Malunterricht einer der Begründer des französischen Rokoko. Er war Lehrer von Antoine Watteau und Nicolas Lancret. Gillot schuf bevorzugt kleinformatige Gemälde, Stiche und Radierungen.